# Jawor
Jawor (udtale: [ˈjavɔr]; tysk: Jauer) er en by i den centrale del af Voivodskabet Nedre Schlesien i det sydvestlige Polen. Byen har 21.494(2021) indbyggere og et areal på 18,8 km². Den er en del af powiatet (amt) Jawor. Den ligger cirka 61 kilometer vest for den regionale hovedstad Wrocław. Den 31 kilometer lange flod Nysa Szalona løber gennem byen.

## Navnet
Navnet på byen Jawor kommer fra det polske ord for "ahorn". Det tidligste registrerede navn stammer fra 1133, da byen blev skrevet ned som Jawr og i 1203 som Jawor. Indtil det 16. århundrede blev navnet skrevet ned på latin i forskellige former, såsom: Iavor, Iavr, Javr, Javor, Jaur, Jaura, Jawer, Jauor. Polsk form Jawor blev fortsat brugt, for eksempel i maleri fra 1562 placeret i kirken St. Martin. Anden form Iawor er optaget i dokument fra 1248 og i dokument fra 1277 bruges navnet Iaver. I 1295 er byen noteret som Jawor i det latinske værk Liber fundationis episcopatus Vratislaviensis. I det latinske Statuta Synodalia Episcoporum Wratislaviensium fra 1475, som også indeholder det ældste polsksprogede tryk, som Jaworensis.

## Historie
Jawor var den vigtigste højborg for Trzebowianie-stammen, en af de polske stammer, og blev en del af den fremvoksende polske stat i det 10. århundrede. Ifølge middelalderkrøniker blev bebyggelsen udvidet i det 11. århundrede. Det blev givet stadsrettigheder mellem 1242 og 1275. Som et resultat af fragmentering af Polen under Piast-dynastiet blev Jawor en del af Hertugdømmet Schlesien, derefter Hertugdømmet Legnica fra 1248, og fra 1274 var det hovedstaden i Hertugdømmet Jawor, det sydvestligste hertugdømme i middelalderens Polen, før det blev integreret med Hertugdømmet Świdnica i 1346, hvoraf en del forblev indtil 1392, hele tiden tilbage under det grundlæggende dynasti af Piaster. I slutningen af 1200-tallet blev der opført stenforsvarsmure. Mellem 1279 og 1334 blev St. Martin kirken bygget, og i 1311 blev St. Barbara kirken renoveret. Kirkerne St. Martin og St. Barbara er de ældste kirker i Jawor. I 1324 blev det første hospital grundlagt. Det første kendte billede af Jawors våbenskjold, bevaret på byens segl, stammer fra 1300. Jawor er vokset til et af de vigtigste centre for vævning i Nedre Schlesien. I 1329 fik Jawor stabelret af hertug Henrik 1. af Jawor. I det 14. århundrede blev de første lauger grundlagt, der samlede buntmagere, skræddere, tøjmagere og købmænd.
Efter Polens tab af byen, blev den derefter styret af Bøhmen, Ungarn, Bøhmen igen og Østrig. Byen led under Trediveårskrigen (1618-1648) som et resultat af gentagne invasioner, besættelser, religiøse forfølgelser og epidemier. I 1626 blev det plyndret af østrigerne, i 1633 kortvarigt besat af Kurfyrstendømmet Sachsen og generobret af Østrig, i 1639 besat af svenskerne og i 1640 generobret af Østrig, i 1642 besat af svenskerne, derefter Østrigere og igen svenskerne, endelig taget til fange i 1648 af østrigerne, som plyndrede og brændte byen og fordrev dens indbyggere. Efter krigen, i overensstemmelse med Westfalske fred, blev den såkaldte Fredskirke bygget, men protestanterne blev stadig diskrimineret af den østrigske administration.
I det 18. århundrede var byen og regionen genstand for østrigsk-preussiske krige, som til sidst gik over til Preussen i 1763. Preusserne forvandlede Piast-slottet til et fængsel.  I 1776 led byen en brand. Den 14. maj 1807, under Napoleonskrigene og polske nationale befrielseskampe, marcherede polske tropper gennem byen, dagen før de kæmpede det sejrrige slag ved Struga mod de mere talrige preussere. I 1871 blev byen sammen med Preussen en del af Tyskland hvilket den forblev indtil slutningen af 2. verdenskrig 1945.
- Fredskirken
- Fredskirken, interiør
- St. Martinkirken
- Markedspladsen (Rynek)
- Gamle byhuse på Markedspladsen
- Legnicka-gaden i den gamle bydel
- Tidligere Cistercienserkloster
- Chrobry-gaden i den gamle bydel